# Hafenwirtschaft
Der Begriff Hafenwirtschaft umfasst alle Unternehmen und Dienstleistungen, die den Betrieb eines Hafens ermöglichen.
Die Anzahl und Vielfalt von Hafenwirtschaftsbetrieben ist von der Größe, Lage und Aufgabe des Hafens abhängig. Beispielhaft zu nennen sind Verpackungsunternehmen, Lagerhausbetreiber, Speditionen, Logistikunternehmen, Schiffsausrüster, Fachkräfte für Hafenlogistik, Schiffsbefestiger und Lotsen. Als Betriebsmittel kommen unter anderem Hafenkrane, Schlepper, Festmacherboote und Bunkerschiffe zum Einsatz.
In einigen Häfen vertreten Hafenwirtschaftsvereinigungen oder Unternehmensverbände die Interessen ihrer Mitglieder gebündelt gegenüber der Politik, Behörden und anderen Institutionen.